# Товажнянський Леонід Леонідович
Леоні́д Леоні́дович Товажня́нський (народився 26 квітня 1933, у місті Слов'янськ, Донецька область) — доктор технічних наук, професор, фахівець в області гідродинаміки, теплообмінних процесів, інтенсифікації процесів теплообміну та енергозбереження, визнаний організатор вищої технічної освіти в Україні, заслужений діяч науки і техніки України, лауреат Державної премії України, ректор Національного технічного університету «Харківський політехнічний інститут» (1999-2015).

## Біографія
Леонід Товажнянський народився в м. Слов'янськ (Донецька область), з відзнакою закінчив середню школу № 15 і Слов'янський хіміко-механічний технікум (1954 р.). В 1954 р. став студентом Харківського політехнічного інституту (ХПІ) кафедри «Машини та апарати хімічних виробництв». У студентські роки грав у волейбольній команді інституту, очолював профспілкову організацію студентів, був сталінським стипендіатом (1956–1959 рр.). 26 червня 1959 р. закінчив з відзнакою Харківський політехнічний інститут.

## Професійна діяльність
1959 р. — почав працювати в Харківському політехнічному інституті на посаді асистента кафедри «Машини та апарати хімічних виробництв».
1961 р. — вступив до аспірантури і став викладачем кафедри «Машини та апарати хімічних виробництв» у Харківському політехнічному інституті.
1966 р. — захистив кандидатську дисертацію на тему «Дослідження процесу теплообміну при конденсації водяної пари і домішок парів в каналах пластинчастих конденсаторів для хімічних виробництв».
1969 р. — отримав вчене звання доцента кафедри «Механічне обладнання хімічних виробництв».
1970 р. — призначений на посаду проректора з навчальної роботи Харківського політехнічного інституту.
1977 р. — по теперішній час: завідувач кафедри «Загальної хімічної технології процесів і апаратів» НТУ «ХПІ» (з 2005 р. кафедра стала називатися технології, процеси та апарати[недоступне посилання з липня 2019]).
1989 р. — захистив докторську дисертацію на тему «Принципи інтенсифікації теплообміну, розробка й оптимізація пластинчастих теплообмінників для хімічних виробництв».
1989 р. — одержав вчене звання професора кафедри «Загальної хімічної технології процесів і апаратів» НТУ «ХПІ».
1990 р. — призначений на посаду першого проректора — проректора з навчальної роботи ХПІ.
1995 р. — директор Центру енергозберігаючих інтегрованих технологій Харківського державного політехнічного університету, створеного за підтримки Британської Ради.
1999 р. — обраний ректором Харківського державного політехнічного університету.
2000 р. — ректор Національного технічного університету «Харківський політехнічний інститут».
2011 р. — обраний ректором на другий термін.
2015 р. — обраний Почесним ректором НТУ «ХПІ» і радником діючого ректора.

## Суспільно-політична діяльність
Депутат Київської районної ради м. Харків (1990–1994 р.)
Дійсний член Міжнародної Академії наук вищої школи України (1994 р.)
Член секції машинобудування та транспорту Комітету з Державних премій України в галузі науки і техніки (2000 р.)
Голова спеціалізованої ради по захисту докторських дисертацій
Член Інвестиційної ради Харківської обласної державної адміністрації
Засновник науково-технічного журналу Інтегровані технології та енергозбереження[недоступне посилання з липня 2019] (1998 р.)
Голова оргкомітету щорічної науково-практичної конференції «Інтегровані технології та енергозбереження»
Член редакційної ради журналу Харківського національного університету ім. В. Каразіна «UNIVERSITATES. Наука і освіта»

## Звання та нагороди
Заслужений працівник вищої школи Української РСР (1983).
Нагороджений орденом «Знак Пошани» (1985 р.).
Дійсний член Міжнародної Академії наук вищої школи України (1994 р.).
Член Академії наук вищої школи України (1995 р.), Екологічної академії, Академії інженерних наук та Академії технологічної кібернетики України.
Лауреат Державної премії України в галузі науки і техніки (1999) за вагомий творчий внесок та активну участь у впровадженні нових технологій в промисловий комплекс Кримський содовий завод, економічної зони «Сиваш» (Автономна Республіка Крим).
Почесний академік Академії педагогічних наук України (2003 р.).
Заслужений діяч науки і техніки України (2003).
Лауреат конкурсу «Справжній харків'янин — 2003» і в 2007 р. в номінації «Наука і освіта».
Нагороджений Почесною грамотою Харківського міськвиконкому та Почесною відзнакою Харківської міської ради «За старанність» (2003 р.).
Нагороджений Почесною грамотою Верховної Ради України (2004 р.)
Почесний доктор Петрошанського університету (Румунія, 2004).
Почесний доктор Мішкольцького університету (Угорщина, 2005).
Лауреат рейтингу «Харків'янин року — 2006».
Нагороджений Орденом князя Ярослава Мудрого V ступеня (2007 р.).
Нагороджений Почесною грамотою Харківської міської ради (2008 р.).
Почесний громадянин м. Харкова (2011 р.)
Нагороджений Орденом князя Ярослава Мудрого IV ступеня (4 жовтня 2013)
Нагороджений Орденом Дружби (Росія, 14 травня 2014)
Почесний ректор НТУ «ХПІ» (2015 р.)

## Наукова діяльність
Леонід Товажнянський заснував наукову школу по інтенсифікації процесів тепло — і масообміну в хімічній, харчовій, нафтопереробній та інших галузях промисловості, а також брав участь у розробці сучасних теплообмінних апаратів.
Під керівництвом професора Л. Л. Товажнянського на заводі «Павлоградхіммаш» створена автоматизована система проектування пластинчастих теплообмінних апаратів, за допомогою якої спроектовані теплообмінники нового покоління для систем тепло — і гарячого водопостачання харчової і цукрової промисловості; створена і впроваджена унікальна конструкція спеціального пластинчастого теплообмінника для колон синтезу аміаку, яка не має аналогів у світі; спроектовані модульні теплоустановки для систем теплопостачання.
За проектом, який створили вчені НТУ «ХПІ» школи професора Л. Л. Товажнянського разом зі шведською фірмою «Альфа Лаваль», було виготовлено і встановлено в 18 областях України понад 2500 теплопунктів. У 1995 році за ініціативою Леоніда Товажнянського в ХПІ створений Центр енергозберігаючих інтегрованих технологій, дослідження в якому ведуться спільно з вченими Великої Британії, Росії, Бельгії, Франції, Румунії, Чехії.
Професор Товажнянський приділяв велику увагу популяризації наукових розробок НТУ «ХПІ». Це сприяло тому, що вченим університету протягом 10 років було присуджено 12 Державних премій України в галузі науки і техніки.
Л. Товажнянський особисто сприяв зміцненню міжнародного співробітництва Національного технічного університету «Харківський політехнічний інститут» з 98 університетами і фірмами з 32 країн світу (США, Німеччина, Франція, Росія, Англія, Австрія, Польща, Угорщина та ін). Тільки в 2012 році в НТУ «ХПІ» координуються 33 міжнародних проекта.
З початку 90-х років Л. Л. Товажнянський займається проблемою впровадження дистанційного навчання в університеті. В даний час відповідно до наказу Міністерства освіти і науки, молоді та спорту України, Академії педагогічних наук та Академії державного управління при Президентові України ХПІ входить до навчально-науково-виробничий комплекс «Академія дистанційної освіти», віце-президентом якої обрано професора Товажнянського. НТУ «ХПІ» є учасником двох міжнародних віртуальних університетів.
При безпосередній участі Л. Л. Товажнянського унікальні експериментальні бази: науково-дослідницький і проектно-конструкторський інститут «Молнія», Інститут іоносфери та кафедра турбінобудування були включені до переліку наукових об'єктів, що становлять національне надбання України.
Леонід Товажнянський — ініціатор розробки принципово нових навчальних планів ХПІ в рамках концепції ЮНЕСКО про безперервне навчання. Він зробив значний внесок у створення великої кількості спеціальностей, що адаптовані до вимог європейських університетів, і в 2005 році підписав Magna Charta Universitatum.
Л. Л. Товажнянський активно сприяв створенню семи нових факультетів в НТУ «ХПІ», 18 кафедр та відкриттю 33 нових спеціальностей. З шести діючих вишів, які були засновані як філії ХПІ, він особисто брав участь у створенні Сумського державного університету і Кременчуцького політехнічного інституту. Під його безпосереднім керівництвом були створені три покоління нових навчальних планів по 92 спеціальностям, в тому числі, на підставі навчально-професійних планів Міністерства освіти і науки України (нині Міністерство освіти і науки, молоді та спорту України).
Л. Л. Товажнянський приділяв велику увагу зміцненню матеріально-технічної бази НТУ «ХПІ». Він брав участь у проектуванні та будівництві двох навчальних корпусів, Палацу спорту, спортивної бази в місті Алушта, науково-дослідницького комплексу інституту «Молнія». При його особистій участі створені медичний центр і центр первинної медичної допомоги студентам, а також сучасний центр високих технологій в машинобудуванні.
У 2004 році професор Л. Л. Товажнянський, вважаючи, що бібліотека є одним з визначальних підрозділів сучасного університету, ініціював будівництво фундаментальної бібліотеки НТУ «ХПІ» на 2 млн томів.
Л. Товажнянський — автор 440 наукових робіт: 315 наукових статей, 23 наукові монографії, 74 підручника та навчальних посібника; 22 авторських свідоцтва та патента на винаходи, понад 150 доповідей. Він підготував шість докторів, 18 кандидатів технічних наук, які продовжують роботи в цьому напрямку і розширюють сфери застосування отриманих наукових результатів.

## Публікації
- Каталитические и массобменные процессы под давлением в технологии неорганических веществ / Товажнянский Л. Л., Лобойко А. Я., Кутовой В. В., Савенков А. С., Гринь Г. И., Шапка А. В.; Харьков: Основа, 1993. — 216 с
- Энерготехнология химико-технологических производств / Товажнянский Л. Л., Капустенко П. А., Ведь В. Е.; Х.: ХГПУ; К.: УМКВО, 1998. — 83 с.
- Основы интеграции тепловых процессов / Товажнянский Л. Л., Смит Р., Клемеш Й., Капустенко П. А., Ульев Л. М.; Харків: НТУ «ХПІ», 2000. — 457 с.
- Теплопередача в аппаратах химической технологии. Учебное пособие / Л. Л. Товажнянский, П. А. Капустенко, О. Б. Анипко. — Х.: НТУ «ХПИ», 2002. — 150 с. [НТБ НТУ «ХПИ»]
- Процессы и аппараты химической технологии: в 2-х ч. Ч. 1./ Товажнянский Л. Л., Готлинская А. П., Лещенко В. А./ Харьков: НТУ «ХПИ», 2004. — 632 с.
- Расчет срока службы железоуглеродистых сплавов, защищенных по технологии диффузионного карбидного поверхностного легирования (ДКПЛ) / Л. Л. Товажнянский, Л. О. Чуняева // Інтегровані технології та енергозбереження. — 2004. — N 1. — с 72-76. [НТБ НТУ «ХПИ»]
- Компьютерные технологии в инженерной химии. Информатика: учеб. пособие / Л. Л. Товажнянский, Б. Д. Зулин, В. А. Коцаренко. — Х.: НТУ «ХПИ», 2004. — 456 с. [НТБ НТУ «ХПИ»]
- Загальна технологія харчових виробництв у прикладах і задачах / Товажнянський Л. Л., Бухкало С. І., Капустенко П. О., Хавин Г. Л./ Київ: Центр навч. літ-ри, 2005. — 496 с.
- Energy Integration of the Early Crude Oil Units with Take into Account different Regional /Л. Л. Товажнянский, П. А. Капустенко, Л. М. Ульев, [и др.] // Chemical Engineering Transactions, Volume 7. — 2005. — P. 103
- The feature of calculation and adjusting of steam-heated plate heat exchangers / Л. Л. Товажнянский, П. А. Капустенко, О. П. Арсеньева. // Chem. Eng. Trans. Volume 7, 2005. — P. 627–632.
- Plate Heat Exchangers for heat pumps / Л. Л. Товажнянский, П. А. Капустенко, Г. Л. Хавин [и др.] // 17th International Congress of Chemical and Process Engineering. SHISA 2006. Summaries 4. System Engineering. Praha 2006. P. 1366.
- Процеси та апарати хімічної технології: у 2 ч. — Ч. 1./ Товажнянський Л. Л., Готлінська А. П., Лещенко В. О./ Харків: НТУ «ХПІ», 2007. — 616 с.
- Heat Exchangers for Environmentally Heat Pumps. / Л. Л. Товажнянский, П. А. Капустенко // Sherstyuk et al PRES'07 10th Conference, June 24-27, 2007, Ischia, Naples, Italy. Chemical Engineering Transactions, Volume 12, 2007, Ed by J. Klemes, p. 213–217
- Технологія зв'язаного азоту/ Товажнянський Л. Л., Лобойко О. Я./ Харків: НТУ «ХПІ», 2007. — 536 с.
- Особенности применения хладагента СО2 (R744) / Л. Л. Товажнянский, П. А. Капустенко, Г. Н. Хавин // Інтегровані технології та енергозбереження. — 2007. — N 3. — С. 23-26.[НТБ НТУ «ХПИ»]
- Управление опасными промышленными отходами. Современные проблемы и решения / Товажнянский Л. Л., Касимов А. М., Тошинский В. И., Сталинский Д. В.; Харьков: НТУ «ХПИ», 2009. — 500 с.
- Synthesis of Energy Saving Integrated Flowsheet for Sodium Hypophosphite Production. / Л. Л. Товажнянский, П. А. Капустенко, Л. М. Ульев, С. А. Болдырев. // «Chemical Engineering Transactions» (PRES'09 International Conference, 10-13 May, Rome, Italy, 2009, v. 18, p. 95-98.
- Thermal process integration in the AVDU A12/2 crude distillation unit during winter operation/ научная статья/ Товажнянский Л. Л., Капустенко П. А., Ульев Л. М., Болдырев С. А., Арсеньева О. П., Тарновский М. В./ Theoretical Foundations of Chemical Engineering. — 2009. — Vol. 43. — Р. 906 −917.
- Пинч-диагностика и моделирование процесса разделения ШФЛУ на ЦГФУ / Товажнянский Л. Л., Ульев Л. М., Поливода Е. В.; Тези доповідей Міжнародної науково-технічної конференції ["Сучасні проблеми нано-, енерго- та ресурсозберігаючих і екологічно орієнтованих хімічних технологій"] — Харків: НТУ «ПІ». — 2010. — С. 229–230.
- Process integration of benzene distillation unit at the coke plant. / L. Tovazhnyansky, P. Kapustenko, L. Ulyev, M. Vasilyev. // Proceedings of 19th International Congress of Chemical and Process Engineering — CHISA. 28 August — 1 September 2010. Prague. Czech Republic. p. 1487
- Computer Aided Design of Plate Heat Exchangers/научная статья/ Товажнянский Л. Л., Арсеньева О. П., Капустенко П. А., Хавин Г. Л.; 20th European Symposium on Aided Process Engineering — ESCAPE 20, 2010. — P. 1327–1332
- The New Corrugation Patent for Low Pressure Plate Condensers/ L. Tovazhnyansky, P. Kapustenko, O. Perevertaylenko, O. Arsenyeva, G. Khavin. // CHEMICAL ENGINEERING TRANSACTIONS. Volume 21, 2010. P. 223–228.
- Основы энергоресурсоэффективных экологически безопасных технологий нефтепереработки / Товажнянский Л. Л., Мешалкин В. П., Капустенко П. А.; Харьков: Вид-во "Підручник НТУ «ХПІ», 2011. — 616 с.
- Heat Integration Improvement for Benzene Hydrocarbons Extraction from Coke-Oven Gas. / L. Tovazhnyansky, P. Kapustenko.// 14th International Conference on Process Integration, Modeling, and Optimization for Energy Saving and Pollution Reduction. 8-10 May 2011, Florence, Italy. Chemical Engineering Transactions. V. 25. — 2011. — P. 1. — p. 153–158.
- Технологія фосфоровмісних добрив, кислот і солей./ Товажнянський Л. Л., Астрелін І. А., Лобойко О. Я./ Харків: Вид-во «Підручник» НТУ «ХПІ», 2011. — 288 с.
- Three-Level Model of a Surface Catalytic Reaction over a Platinum Catalyst. / L. Tovazhnyansky, Ya. Tolchinsky, V. Ved, V. Meshalkin. // Theoretical Foundation of Chemical Engineering, 2011, Vol. 45, No 5, pp. 589–594.